# 2020年のF1世界選手権

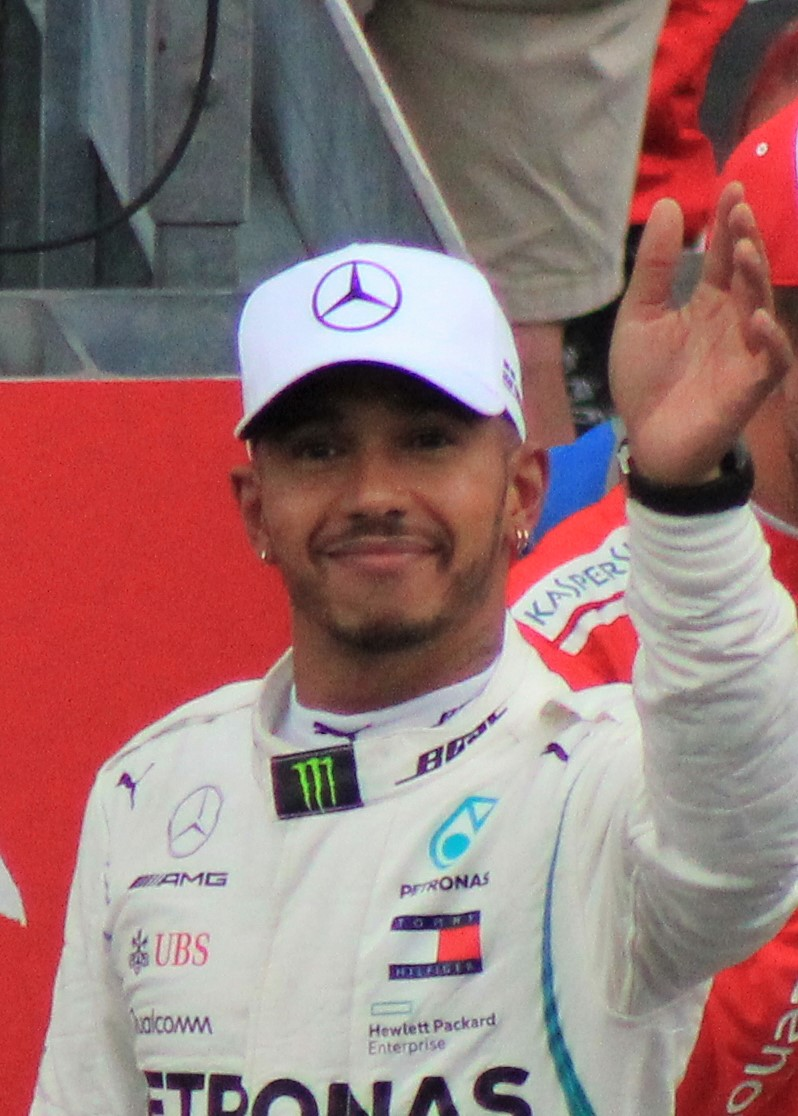
2020年のF1世界選手権において7度目のドライバーズタイトルを獲得したルイス・ハミルトン

2020年のF1世界選手権は、国際自動車連盟（FIA）フォーミュラ1世界選手権の第71回大会として開催された。

## 概要

### ハミルトン7度目のタイトル獲得・メルセデス史上初の7連覇
2014年のパワーユニット（以下PU）導入以来両タイトルを独占するメルセデスが17戦13勝、15ポールポジションを記録し、コンストラクターズ選手権では開幕戦でポイントリーダーに立ってからは一度もその座を譲ることなく独走し、第13戦エミリア・ロマーニャGP時点で優勝を確定させ、F1の歴史上初めて7年連続でコンストラクターズタイトルを獲得したチームとなった。ドライバーズチャンピオンシップは、メルセデス所属のルイス・ハミルトンが開幕戦と第10戦でペナルティの対象になる行為があったとしてタイムペナルティを受けて勝利を逃すが、第3戦の優勝でポイントリーダーに立って以降は盤石の走りを見せ、第14戦トルコGPでミハエル・シューマッハに並ぶ7冠を達成した。また、ポルトガルGPで通算勝利数を92としたことで、シューマッハの持つ最多勝記録（91勝）を更新した。勝利数は本シーズン終了までに95まで伸ばしている。このほかにも表彰台回数165回（同155回）、入賞回数でも229回（同221回）と史上最多を更新し、ポールポジション獲得は98回まで伸ばした。最終的にはメルセデスのダブルタイトル7連覇という結果でシーズンを終え、昨年からのダブルタイトル連続記録を更新した。ただし、メルセデス自体も第8戦イタリアGPでのピットインに関するミスや第16戦サヒールGPでのピット作業ミスによって勝利を落としたグランプリもあったが、これらがタイトル獲得に影響しないほどの盤石ぶりであった。

### フェラーリおよびフェラーリ製PUの不振
2018年シーズンから指摘されていたフェラーリPUの不正疑惑について、前年度に技術指令書の発行を受け、シーズン終盤から明らかに失速していたが、この影響を本シーズンも引きずることとなった。今季のシャシーは外見は前年型に似た進化形であるが、前年の設計コンセプトを捨て、新たなコンセプトに基づいて設計したマシンを投入。だが、プレシーズンテストの段階で今季型のマシンの開発が失敗している兆候が表れていた。ただし、開幕戦については2019新型コロナウイルスの世界的流行の影響によるイタリア国内のロックダウンに伴いフェラーリの拠点が長期間閉鎖され、開発スケジュールに支障をきたし、開幕戦ではプレシーズンテストの仕様のマシンおよびPUを投入せざるを得ない状況であることを認めていた。だが、開幕戦の予選および決勝のデータで前年型のPUよりパワーが低下したことが露呈し、シャシーにも問題があることが明らかとなった。そのうち、PUに関してチームは今季のフェラーリPUは新たな技術指令書に対応した影響を受けたことは認めた。
他にも、PUに関してはコロナウイルスの影響を受け、開幕戦以降のアップデート禁止＝シーズン中のアップデートの事実上の禁止が実施されることが決定していたが、フェラーリは改良型の開発を開幕戦に間に合わせることができず、今季に関してはすでにパワー不足の兆候が出ていたプレシーズンテストの仕様で戦わざるを得ない状況となったことも影響した。しかし、メディアの独自分析でシャシーのコンセプトの変更の失敗の影響もたびたび指摘され、シャシーのコンセプト変更もマイナスに働いたことが予選などのデータで示唆されていた。そのため、シーズンを通じて戦闘力不足をカバーすべく様々なシャシー関連のアップデートが行われた。
成績面に関しては、フェラーリにとっては2016年以来のシーズン0勝、表彰台の獲得数は計3回、コンストラクターズランキング6位に終わった。コンストラクターズが6位以下となったのは1980年以来であり、歴史的な大不振となった。
フェラーリPUのパワー不足および車体開発コンセプト失敗は、フェラーリからPUおよび車体の技術提供を受けるカスタマーチームにも大きく影響した。アルファロメオ、ハースともに予選ではQ1敗退、決勝でも入賞圏外が定位置となり、コンストラクターズ選手権はそれぞれ前者は8位、後者は9位に沈んだ。

### 中団グループの上位進出
2014年シーズン以来メルセデス、フェラーリ、レッドブルの「3強」と称されるトップチームが表彰台の一角を常に獲得し、2016年以降はその3チームの3名だけで独占すること（特に2017年、2018年はその3チーム以外のドライバーが表彰台を獲得することはそれぞれ1回のみであった）が常態化していたが、上述の通りフェラーリの不振により表彰台から遠のき、レッドブルもセカンドドライバーのアレクサンダー・アルボンが表彰台争いに加わることができず、4位以下でレースするパターンが多かったこともあり、表彰台圏内で争うドライバーがメルセデスの2名（ハミルトン、バルテリ・ボッタス）、レッドブルのマックス・フェルスタッペンの3名だけという状況になった。そのため、この3名のうち誰かがリタイアしたりペナルティやマシントラブルなどで後方に下がった場合、中団グループにも表彰台のチャンスが巡ってきやすくなった。この結果、キャリア初優勝者が2名（ピエール・ガスリー(第8戦)とセルジオ・ペレス(第16戦)）、キャリア初表彰台が3名（開幕戦のランド・ノリス、第9戦と第15戦のアルボン、第16戦のエステバン・オコン）生まれた。それらも含め、シーズンとしては2012年に並ぶ計13名が表彰台に上がった。
キャリア初優勝が中団チームから2人生まれ、コンストラクター選手権では7位（アルファタウリ）までが3桁ポイントを獲得するなど、メルセデスおよびレッドブルを除けばチーム間の戦力差がかなり縮まったといえるシーズンであった。特にマクラーレンは2012年以来となる選手権3位に返り咲いた。

### その他のトピック
- 参戦正ドライバーの国籍は、前年から1つ減って14[25]。カナダ人ドライバーが複数人参戦するのは初めてである。
- 新型コロナウイルスの感染拡大によるシーズンへの影響については後述する。
- レーシング・ポイント RP20のコピー問題が論争となり、2021年レギュレーション改正に影響を与えた[26]。

## レギュレーションの変更

### 技術規定
- PUを監視するエレメントを追加したことに伴い、車両の最低重量が745kgから746kgに変更された[27]。
- PUのアップデートは、プレシーズンテストの時点ではそれに関する制限は存在していなかったが、新型コロナウイルスの影響を受け、PUに関する開発費の負担の軽減を目的として、今季に限ってはスケジュール変更後の開幕戦オーストリアGPで投入された仕様以外を投入することが禁じる一種のホモロゲーションの仕組みが導入される[16][17]。前年度を例にすれば「＠1」「＠2」（＠の部分に各メーカーの分類上の名義が記載される）という風にシーズン中のアップデートができたが、今季は開幕戦で投入した「＠1」以外の仕様を投入することは禁じられる[15][28][29]。ただし、PUの項目別で言えば、MGU-K・ES(バッテリー)・CE（電子制御装置）に関してはシーズン中のアップデートも可能であるが、その3項目は2020年第2戦以降から2021年最終戦までの間のうち1回だけアップデートすることが可能という仕組みとなっているため、今季の最終戦までの間にその3項目のアップデート版を投入する選択もできるが、その場合、次にアップデートの権利が発生するのは早くても2021年最終戦以降からとなる。そのため、今季投入されるPUに関しては事実上ホモロゲーション化されたPUとなる。以上のことから、PUの開発作業に制限が導入されるものの、後述のサマーブレイク期間を除き、その開発作業が禁じられたわけではなく、開幕戦までに改良型を開発して投入すること[30]は認められており、シーズン中も来季用のPUの開発作業はできるため、今季に関してはPUの開発が完全に凍結されるわけではない[16][31]。

### 競技規定
- 2021年からのレギュレーションでチームごとの予算制限（上限を1億7500万ドルとする）が導入されるのに先立ち、各チームの支出に対するチェックが導入される。なお予算制限の対象には、PUの供給費用やマーケティング費用、ドライバーの年俸などは含まれない[32]。
- 開催数が歴代最多の22戦に増やされるのを受け、PUのコンポーネントのうち、MGU-Kの年間使用制限基数を2基から3基に緩和する[33]。
- シーズン中に1回しか認められていなかったドライバーヘルメットのデザイン変更制限が撤廃された[27]。前年にダニール・クビアトが母国ロシアGPで特別デザインのヘルメットを使用しようとしていたが、既に所属チームのトロ・ロッソのホームレースであるイタリアGPで特別デザインを使用していたため、FIAから却下されていた[34]。この件でクビアトをはじめ多くのドライバーから批判があったのを受けてのもの[27]。
- 前年度まではレース週末に供給されるドライタイヤの13セットのうち、10セットのタイヤコンパウンドは各ドライバーが自由に選択し（残りの3セットはハード、ミディアム、ソフトが1セットずつ供給）、チームはドライバー毎にどのコンパウンドのドライタイヤを何セットずつ使用するのかFIAに事前連絡（ヨーロッパで開催されるレースにおいては8週間前、ヨーロッパ外で開催されるレースにおいては14週間前まで）する必要があった。ところが、新型コロナウイルス感染拡大に伴うカレンダー変更に対応するためとして、各ドライバーのタイヤ選択制は廃止され、ハード2セット、ミディアム3セット、ソフト8セットという配分で全ドライバーに対し統一的に供給する方針へ変更された[35]。
- 第8戦イタリアGPより、予選・決勝で同一エンジン（ICE）モードを使用することが義務付けられた[36]。フリー走行は対象外となる。それまで予選や決勝レースのバトル時には高出力モード、予選アウトラップやSC導入時などには低出力モードといったように、各チーム状況に応じてエンジンモード（空燃比）を細かく調節して走行していたが、この技術指令書によりこうした調節が禁止される。ただし、回生システムを利用したオーバーテイクボタンの使用は認められる。また、SC、VSC導入時に低出力モードにすることはFIAに申請すれば認められるものの、そこからチェッカーフラッグまで出力を戻すことは一切認められなくなるため、実質的にもエンジンモード変更は封じられることになる。

## 参戦チーム・ドライバー

### エントリーリスト
前年度チャンピオンのルイス・ハミルトンはカーナンバー「44」を継続して使用するため、6年連続でカーナンバー「1」が不在のシーズンとなる。
昨年「スクーデリア・トロ・ロッソ・ホンダ」として参戦していたトロ・ロッソが「スクーデリア・アルファタウリ・ホンダ」にチーム名を変更した。
| エントラント                                        | コンストラクター     | シャシー              | パワーユニット                                  | タイヤ | カーナンバー／ドライバー | カーナンバー／ドライバー     | 出走記録   | リザーブドライバー[R] テストドライバー[T] 開発ドライバー[D]                                                |
| --------------------------------------------------- | -------------------- | --------------------- | ----------------------------------------------- | ------ | ------------------------ | ---------------------------- | ---------- | --- |
| メルセデスAMG・ペトロナス・フォーミュラワン・チーム | メルセデス           | F1 W11 EQ Performance | メルセデス M11 EQ Performance                   | P      | 44                       | ルイス・ハミルトン           | 1-15,17    | ストフェル・バンドーン[R] エステバン・グティエレス[R]                                                      |
| メルセデスAMG・ペトロナス・フォーミュラワン・チーム | メルセデス           | F1 W11 EQ Performance | メルセデス M11 EQ Performance                   | P      | 63                       | ジョージ・ラッセル           | 16         | ストフェル・バンドーン[R] エステバン・グティエレス[R]                                                      |
| メルセデスAMG・ペトロナス・フォーミュラワン・チーム | メルセデス           | F1 W11 EQ Performance | メルセデス M11 EQ Performance                   | P      | 77                       | バルテリ・ボッタス           | 全戦       | ストフェル・バンドーン[R] エステバン・グティエレス[R]                                                      |
| スクーデリア・フェラーリ                            | フェラーリ           | SF1000                | フェラーリ 065                                  | P      | 5                        | セバスチャン・ベッテル       | 全戦       | パスカル・ウェーレイン[D] マルク・ジェネ[T] アントニオ・フォコ[D] ダビデ・リゴン[D]                        |
| スクーデリア・フェラーリ                            | フェラーリ           | SF1000                | フェラーリ 065                                  | P      | 16                       | シャルル・ルクレール         | 全戦       | パスカル・ウェーレイン[D] マルク・ジェネ[T] アントニオ・フォコ[D] ダビデ・リゴン[D]                        |
| アストンマーティン・レッドブル・レーシング          | レッドブル           | RB16                  | ホンダ RA620H                                   | P      | 33                       | マックス・フェルスタッペン   | 全戦       | セバスチャン・ブエミ[R][T] セルジオ・セッテ・カマラ[R][T] ユーリ・ビップス[R]                              |
| アストンマーティン・レッドブル・レーシング          | レッドブル           | RB16                  | ホンダ RA620H                                   | P      | 23                       | アレクサンダー・アルボン     | 全戦       | セバスチャン・ブエミ[R][T] セルジオ・セッテ・カマラ[R][T] ユーリ・ビップス[R]                              |
| マクラーレンF1チーム                                | マクラーレン         | MCL35                 | ルノー E-Tech 20                                | P      | 55                       | カルロス・サインツ           | 全戦       | ストフェル・バンドーン[R] エステバン・グティエレス[R] ポール・ディ・レスタ [R]                             |
| マクラーレンF1チーム                                | マクラーレン         | MCL35                 | ルノー E-Tech 20                                | P      | 4                        | ランド・ノリス               | 全戦       | ストフェル・バンドーン[R] エステバン・グティエレス[R] ポール・ディ・レスタ [R]                             |
| ルノー・DPワールド・F1チーム                        | ルノー               | R.S.20                | ルノー E-Tech 20                                | P      | 3                        | ダニエル・リカルド           | 全戦       | セルゲイ・シロトキン[R] 周冠宇[T]                                                                          |
| ルノー・DPワールド・F1チーム                        | ルノー               | R.S.20                | ルノー E-Tech 20                                | P      | 31                       | エステバン・オコン           | 全戦       | セルゲイ・シロトキン[R] 周冠宇[T]                                                                          |
| スクーデリア・アルファタウリ・ホンダ                | アルファタウリ       | AT01                  | ホンダ RA620H                                   | P      | 26                       | ダニール・クビアト           | 全戦       | セルジオ・セッテ・カマラ[R][T] ユーリ・ビップス[R]                                                         |
| スクーデリア・アルファタウリ・ホンダ                | アルファタウリ       | AT01                  | ホンダ RA620H                                   | P      | 10                       | ピエール・ガスリー           | 全戦       | セルジオ・セッテ・カマラ[R][T] ユーリ・ビップス[R]                                                         |
| BWT・レーシング・ポイントF1チーム                   | レーシング・ポイント | RP20                  | BWTメルセデス （メルセデス M11 EQ Performance） | P      | 11                       | セルジオ・ペレス             | 1-3,6-17   | ストフェル・バンドーン[R] エステバン・グティエレス[R]                                                      |
| BWT・レーシング・ポイントF1チーム                   | レーシング・ポイント | RP20                  | BWTメルセデス （メルセデス M11 EQ Performance） | P      | 27                       | ニコ・ヒュルケンベルグ       | 4-5,11     | ストフェル・バンドーン[R] エステバン・グティエレス[R]                                                      |
| BWT・レーシング・ポイントF1チーム                   | レーシング・ポイント | RP20                  | BWTメルセデス （メルセデス M11 EQ Performance） | P      | 18                       | ランス・ストロール           | 1-10,12-17 | ストフェル・バンドーン[R] エステバン・グティエレス[R]                                                      |
| アルファロメオ・レーシング・オーレン                | アルファロメオ       | C39                   | フェラーリ 065                                  | P      | 7                        | キミ・ライコネン             | 全戦       | （88） ロバート・クビサ[R] タチアナ・カルデロン[T][D]                                                      |
| アルファロメオ・レーシング・オーレン                | アルファロメオ       | C39                   | フェラーリ 065                                  | P      | 99                       | アントニオ・ジョヴィナッツィ | 全戦       | （88） ロバート・クビサ[R] タチアナ・カルデロン[T][D]                                                      |
| ハースF1チーム                                      | ハース               | VF-20                 | フェラーリ 065                                  | P      | 8                        | ロマン・グロージャン         | 1-15       | ピエトロ・フィッティパルディ[R][T] ルイ・デレトラズ[R][T]                                                  |
| ハースF1チーム                                      | ハース               | VF-20                 | フェラーリ 065                                  | P      | 51                       | ピエトロ・フィッティパルディ | 16-17      | ピエトロ・フィッティパルディ[R][T] ルイ・デレトラズ[R][T]                                                  |
| ハースF1チーム                                      | ハース               | VF-20                 | フェラーリ 065                                  | P      | 20                       | ケビン・マグヌッセン         | 全戦       | ピエトロ・フィッティパルディ[R][T] ルイ・デレトラズ[R][T]                                                  |
| ウィリアムズ・レーシング                            | ウィリアムズ         | FW43                  | メルセデス M11 EQ Performance                   | P      | 63                       | ジョージ・ラッセル           | 1-15, 17   | ジャック・エイトケン[R] （40） ロイ・ニッサニー[T] ジェイミー・チャドウィック[D] ダニエル・ティクトゥム[D] |
| ウィリアムズ・レーシング                            | ウィリアムズ         | FW43                  | メルセデス M11 EQ Performance                   | P      | 89                       | ジャック・エイトケン         | 16         | ジャック・エイトケン[R] （40） ロイ・ニッサニー[T] ジェイミー・チャドウィック[D] ダニエル・ティクトゥム[D] |
| ウィリアムズ・レーシング                            | ウィリアムズ         | FW43                  | メルセデス M11 EQ Performance                   | P      | 6                        | ニコラス・ラティフィ         | 全戦       | ジャック・エイトケン[R] （40） ロイ・ニッサニー[T] ジェイミー・チャドウィック[D] ダニエル・ティクトゥム[D] |

### ドライバーの変更
- ルノーに3年間在籍していたニコ・ヒュルケンベルグがチームを離脱し、エステバン・オコンが加入。オコンは1年ぶりのF1復帰となる。
- ウィリアムズに昨年在籍していたロバート・クビサが離脱し、ニコラス・ラティフィが加入[99]。2020年のルーキードライバーは、開幕戦ではラティフィのみとなる。
- レーシング・ポイントは第4戦イギリスGPで新型コロナウイルスに感染したセルジオ・ペレスに代わりニコ・ヒュルケンベルグが起用され[75]、続く第5戦70周年記念GPもペレスに代わって参加した[100]。第11戦アイフェルGPではランス・ストロールの体調不良により、ヒュルケンベルグが予選から参加した[76]。
- ハースは第15戦バーレーンGPでのクラッシュにより負傷したロマン・グロージャンに代わり、第16戦サヒールGPと第17戦アブダビGPではリザーブドライバーのピエトロ・フィッティパルディを起用[88][89]。
- メルセデスは第16戦サヒールGPで新型コロナウイルスに感染したルイス・ハミルトンに代わりジョージ・ラッセルを起用[41]。また、ウィリアムズはメルセデスから参戦するラッセルに代わり、リザーブドライバーのジャック・エイトケンを起用する[97]。

## 開催予定地

### 当初の開催スケジュール
2019年8月29日、FIA世界モータースポーツ評議会から暫定的な年間スケジュールが発表され、10月4日に承認された。昨年度より開催枠が1つ増え、歴代最多となる全22戦でシーズンが進行する。22戦開催を受け、開幕前にカタロニア・サーキットで行われるプレシーズンテストを従来の4日間2回から3日間2回に減らし、2回開催されてきたインシーズンテストは行われないことになった。

#### 2019年からの変更点
- 新たにベトナムグランプリとオランダグランプリがカレンダーへ加わる[101]。ただし、両グランプリともサーキットの承認が条件という但し書きが付されている[102]。
  - ベトナムグランプリは今回が初開催となる[103]。首都ハノイに位置するハノイ市街地コースでレースが行われる。複数年契約の開催となる予定。
  - オランダグランプリは1985年以来35年ぶりの開催となる[104]。前回の開催地と同じくザントフォールト・サーキットでレースが行われる。3年契約の開催となる予定。
- ドイツグランプリが本年度の日程から外れる[101]。2018年に復活して以降僅か2年で姿を消すこととなった。
- 前年度より日程変更となる開催地は、アゼルバイジャングランプリが6月上旬へ移動する[101]。
- アメリカグランプリとメキシコシティグランプリのラウンドが入れ替わる形となった[101]。

| ラウンド | レース名称                              | グランプリ         | サーキット                                 | 都市                 | 決勝開催日 |
| -------- | --------------------------------------- | ------------------ | ------------------------------------------ | -------------------- | ---------- |
| 1        | Rolex Australian Grand Prix             | オーストラリアGP   | アルバート・パーク・サーキット             | メルボルン           | 3月15日    |
| 2        | Gulf Air Bahrain Grand Prix             | バーレーンGP       | バーレーン・インターナショナル・サーキット | サヒール             | 3月22日    |
| 3        | Vinfast Vietnam Grand Prix              | ベトナムGP         | ハノイ市街地コース                         | ハノイ               | 4月5日     |
| 4        | Heineken Chinese Grand Prix             | 中国GP             | 上海インターナショナルサーキット           | 上海                 | 4月19日    |
| 5        | Heineken Dutch Grand Prix               | オランダGP         | ザントフォールト・サーキット               | ザントフォールト     | 5月3日     |
| 6        | Gran Premio de España                   | スペインGP         | カタロニア・サーキット                     | バルセロナ           | 5月10日    |
| 7        | Grand Prix de Monaco                    | モナコGP           | モンテカルロ市街地コース                   | モンテカルロ         | 5月24日    |
| 8        | Azerbaijan Grand Prix                   | アゼルバイジャンGP | バクー市街地コース                         | バクー               | 6月7日     |
| 9        | Grand Prix du Canada                    | カナダGP           | ジル・ヴィルヌーヴ・サーキット             | モントリオール       | 6月14日    |
| 10       | Grand Prix de France                    | フランスGP         | ポール・リカール・サーキット               | ヴァール             | 6月28日    |
| 11       | Myworld Grosser Previs von Österreich   | オーストリアGP     | レッドブル・リンク                         | シュピールベルク     | 7月5日     |
| 12       | Pirelli British Grand Prix              | イギリスGP         | シルバーストン・サーキット                 | ノーサンプトンシャー | 7月19日    |
| 13       | Magyar Nagydíj                          | ハンガリーGP       | ハンガロリンク                             | ブダペスト           | 8月2日     |
| 14       | Rolex Belgian Grand Prix                | ベルギーGP         | スパ・フランコルシャン                     | スパ                 | 8月30日    |
| 15       | Gran Premio Heineken d'Italia           | イタリアGP         | モンツァ・サーキット                       | モンツァ             | 9月6日     |
| 16       | Singapore Airlines Singapore Grand Prix | シンガポールGP     | シンガポール市街地コース                   | シンガポール         | 9月20日    |
| 17       | Vtb Russian Grand Prix                  | ロシアGP           | ソチ・オートドローム                       | ソチ                 | 9月27日    |
| 18       | Pirelli Japanese Grand Prix             | 日本GP             | 鈴鹿サーキット                             | 鈴鹿                 | 10月11日   |
| 19       | United States Grand Prix                | アメリカGP         | サーキット・オブ・ジ・アメリカズ           | オースティン         | 10月25日   |
| 20       | Gran Premio de La Ciudad de México      | メキシコシティGP   | エルマノス・ロドリゲス・サーキット         | メキシコシティ       | 11月1日    |
| 21       | Heineken Grande Prêmio do Brasil        | ブラジルGP         | インテルラゴス・サーキット                 | サンパウロ           | 11月15日   |
| 22       | Etihad Airways Abu Dhabi Grand Prix     | アブダビGP         | ヤス・マリーナ・サーキット                 | アブダビ             | 11月29日   |

### 新型コロナウイルス感染症の世界的流行による日程変更
しかし、新型コロナウイルス感染症の世界的流行により開催延期または中止となったレースが相次いだ（詳細後述）ため、当初予定されていた年間スケジュールは2020年4月16日にF1公式サイトから取り下げられた。F1を運営するリバティメディアは7月5日のオーストリアグランプリからの開催を目標とし、9月上旬までヨーロッパラウンド、9-11月にユーラシア、アジア、アメリカでのフライアウェイ戦、12月に中東のバーレーングランプリとアブダビグランプリを開催する構想を立て、6月2日にヨーロッパラウンド8戦の日程が発表され、7月10日に2戦、7月24日に3戦、8月25日に終盤4戦の追加日程が発表され、全17戦で行われることが決定した。

#### 開催中止が決まったレース
延期が発表されたが、改訂後のスケジュールに組み込まれたレースを含む。
- 2月12日、中国グランプリはプロモーターからの要請を受け、FIAとF1により開催延期が発表された[111]。
- 開幕戦オーストラリアグランプリは予定通り開催する方針であったが[112]、3月12日にマクラーレンのスタッフ1名が新型コロナウイルスに感染したことが判明したため、同チームはレースからの撤退を決めた[113]。これを受ける形で翌13日、フリー走行1回目の開始直前に中止が発表された[114]。
- バーレーングランプリはこの影響を考慮し、F1史上初の無観客レースで開催する計画[115]を立てていたが、オーストラリアグランプリの中止が決まった同日の夜、ベトナムグランプリとともに延期されることになった[116][117]。
- 3月19日、オランダグランプリとスペイングランプリはプロモーター、FIAおよびF1により開催延期が決定された[118]。
- モナコグランプリもオランダ、スペイン両GP同様延期とされたが[118]、翌3月20日に主催者から中止が発表された。モナコでF1が開催されないのは1954年以来となる[119]。
- 3月23日、アゼルバイジャングランプリも同様の理由で開催を延期することを発表した[120]。
- 4月7日、カナダグランプリも主催者の要請により開催延期が決定した[121]。
- 4月27日、フランスグランプリの中止が発表された[122]。
- 延期とされていたオランダグランプリは5月28日に中止が発表された[123]。
- 6月12日、鈴鹿サーキットの公式ホームページにて、日本グランプリの中止が発表された[124]。同日、FIAはアゼルバイジャングランプリ、シンガポールグランプリの中止も発表した[125][126]。
- F1は7月24日にアメリカ大陸の4レース（カナダグランプリ、アメリカグランプリ、メキシコシティグランプリ、ブラジルグランプリ）の開催を断念することを決めた[127]。
- 延期されていた中国グランプリは、シーズン終盤戦の日程が発表された8月25日までに断念された[110]。
- 延期されていたベトナムグランプリは改訂後のスケジュールに組み込まれず[110]、10月16日に主催者から中止が発表された[128]。
- 中止・延期が決まったレースについては、代替策として『F1 2019』を使ったeスポーツのバーチャルレースを開催する。なお、この大会は非選手権扱いとなる[129]。
- 本年に限りサマーブレイクを3月末-4月末に移し、各チームのファクトリーの操業停止期間を通常の14日間連続から21日間連続に延長する[130]。4月7日にはさらに2週間延長され35日間[131]、4月28日にもう3週間延長され63日間（9週間）とした。閉鎖対象はエンジンメーカーも含まれ、36日を超えた時点で最大10人のスタッフが遠隔作業で開発を進められることにした[132]。

| 当初のラウンド | レース名称                              | グランプリ         | サーキット                         | 都市             | 当初の決勝開催日 |
| -------------- | --------------------------------------- | ------------------ | ---------------------------------- | ---------------- | ---------------- |
| 1              | Rolex Australian Grand Prix             | オーストラリアGP   | アルバート・パーク・サーキット     | メルボルン       | 3月15日          |
| 3              | Vinfast Vietnam Grand Prix              | ベトナムGP         | ハノイ市街地コース                 | ハノイ           | 4月5日           |
| 4              | Heineken Chinese Grand Prix             | 中国GP             | 上海インターナショナルサーキット   | 上海             | 4月19日          |
| 5              | Heineken Dutch Grand Prix               | オランダGP         | ザントフォールト・サーキット       | ザントフォールト | 5月3日           |
| 7              | Grand Prix de Monaco                    | モナコGP           | モンテカルロ市街地コース           | モンテカルロ     | 5月24日          |
| 8              | Azerbaijan Grand Prix                   | アゼルバイジャンGP | バクー市街地コース                 | バクー           | 6月7日           |
| 9              | Grand Prix du Canada                    | カナダGP           | ジル・ヴィルヌーヴ・サーキット     | モントリオール   | 6月14日          |
| 10             | Grand Prix de France                    | フランスGP         | ポール・リカール・サーキット       | ヴァール         | 6月28日          |
| 16             | Singapore Airlines Singapore Grand Prix | シンガポールGP     | シンガポール市街地コース           | シンガポール     | 9月20日          |
| 18             | Pirelli Japanese Grand Prix             | 日本GP             | 鈴鹿サーキット                     | 鈴鹿             | 10月11日         |
| 19             | United States Grand Prix                | アメリカGP         | サーキット・オブ・ジ・アメリカズ   | オースティン     | 10月25日         |
| 20             | Gran Premio de La Ciudad de México      | メキシコシティGP   | エルマノス・ロドリゲス・サーキット | メキシコシティ   | 11月1日          |
| 21             | Heineken Grande Prêmio do Brasil        | ブラジルGP         | インテルラゴス・サーキット         | サンパウロ       | 11月15日         |

#### 改訂後の開催日程について
- 開幕戦を開催するレッドブル・リンクは無観客で2週連続の開催[133]。1戦目は当初の予定通りとして「オーストリアグランプリ」、2戦目は同サーキットの所在地に因み「シュタイアーマルクグランプリ」の名称で開催される[134]。
- ハンガリーグランプリはシュタイアーマルクグランプリの翌週に移動され、2018年のフランス・オーストリア・イギリス以来3週連続でのレース開催となる[107]。
- シルバーストン・サーキットも無観客で[135]2週連続の開催[133]。イギリス政府の入国者に対する14日間の隔離期間を置く措置により一時は開催が危ぶまれたが[136]、F1関係者を隔離対象から免除するという確約をイギリス政府から得たため開催が可能となった[137]。1戦目は「イギリスグランプリ」、2戦目は同サーキットで最初のF1世界選手権レース（1950年イギリスグランプリ）が開催されてから70周年を迎えることから「70周年記念グランプリ」の名称で開催される[134]。
- スペイングランプリは70周年記念グランプリの翌週に移動され、3週連続でのレース開催となる[107]。
- ベルギーグランプリは政府から無観客での開催許可を得て当初の予定通りに開催[133]。
- イタリアグランプリは無観客で当初の予定通り開催[138]。
- トスカーナグランプリがイタリアグランプリの翌週に設定され、ムジェロ・サーキットで初めてF1が開催される。フェラーリのF1世界選手権参戦1,000レース目を祝うレースとなる[108]。大幅に制限はされるものの、この年初めて観客を入れて行われる[139]。
- ロシアグランプリは当初の予定通り開催[108]。
- ニュルブルクリンクで2013年以来のF1開催が決定。同サーキットの所在地となるアイフェル地方の名を借り、アイフェルグランプリと命名[109]。
- ポルトガルグランプリが1996年以来のF1カレンダー復帰。アルガルヴェ・インターナショナル・サーキットでの開催はF1史上初[109]。
- イモラ・サーキットで2006年以来のF1開催が決定。同サーキットの所在地からエミリア・ロマーニャグランプリと命名[109]。ポルトガルグランプリと2週連続で行われ、移動距離の長さや将来のレースフォーマット変更に向けた実験も兼ね、土曜日と日曜日の2日間で開催される[140]。
- トルコグランプリが2011年以来のF1カレンダー復帰。2005年から2011年まで行われていたイスタンブール・パークで開催される予定だが[110]、サーキットの承認が条件となっている[141]。
- バーレーン・インターナショナル・サーキットは2週連続開催。1戦目は「バーレーングランプリ」、2戦目は同サーキットの所在地から「サヒールグランプリ」の名称で開催される[110]。サヒールグランプリは通常のレイアウトより短いアウタートラックを用い、ナイトレースで行われる[142]。
- 最終戦アブダビグランプリはサヒールグランプリの翌週に開催される[110]。
- 以上、「シュタイアーマルクGP」など同一国で開催される複数のGPに対してわざわざ国名以外の別のGP名を付けるのは、GPは1国1レースという原則があるためである。ただし過去にも同じドイツで開催される2GPに対して「ドイツGP」と「ヨーロッパGP」として開催された例など前例は多数ある。今回スケジュールに追加されたイモラ・サーキットは、イタリアにありながらかつて「サンマリノGP」という名で開催されていた[143]。

| ラウンド | レース名称                                     | グランプリ             | サーキット                                   | 都市                             | 決勝開催日 |
| -------- | ---------------------------------------------- | ---------------------- | -------------------------------------------- | -------------------------------- | ---------- |
| 1        | Rolex Grosser Preis von Österreich             | オーストリアGP         | レッドブル・リンク                           | シュピールベルク                 | 7月5日     |
| 2        | Pirelli Grosser Preis der Steiermark           | シュタイアーマルクGP   | レッドブル・リンク                           | シュピールベルク                 | 7月12日    |
| 3        | Aramco Magyar Nagydíj                          | ハンガリーGP           | ハンガロリンク                               | ブダペスト                       | 7月19日    |
| 4        | Pirelli British Grand Prix                     | イギリスGP             | シルバーストン・サーキット                   | ノーサンプトンシャー             | 8月2日     |
| 5        | Emirates Formula 1 70th Anniversary Grand Prix | 70周年記念GP           | シルバーストン・サーキット                   | ノーサンプトンシャー             | 8月9日     |
| 6        | Aramco Gran Premio de España                   | スペインGP             | カタロニア・サーキット                       | バルセロナ                       | 8月16日    |
| 7        | Rolex Belgian Grand Prix                       | ベルギーGP             | スパ・フランコルシャン                       | スパ                             | 8月30日    |
| 8        | Gran Premio Heineken d'Italia                  | イタリアGP             | モンツァ・サーキット                         | モンツァ                         | 9月6日     |
| 9        | Pirelli Gran Premio Della Toscana Ferrari 1000 | トスカーナGP           | ムジェロ・サーキット                         | スカルペリーア・エ・サン・ピエロ | 9月13日    |
| 10       | Vtb Russian Grand Prix                         | ロシアGP               | ソチ・オートドローム                         | ソチ                             | 9月27日    |
| 11       | Aramco Grosser Preis der Eifel                 | アイフェルGP           | ニュルブルクリンク                           | ニュルブルク                     | 10月11日   |
| 12       | Heineken Grande Prémio de Portugal             | ポルトガルGP           | アルガルヴェ・インターナショナル・サーキット | ポルティマオ                     | 10月25日   |
| 13       | Emirates Gran Premio dell'Emilia Romagna       | エミリア・ロマーニャGP | イモラ・サーキット                           | イモラ                           | 11月1日    |
| 14       | DHL Turkish Grand Prix                         | トルコGP               | イスタンブール・パーク                       | イスタンブール                   | 11月15日   |
| 15       | Gulf Air Bahrain Grand Prix                    | バーレーンGP           | バーレーン・インターナショナル・サーキット   | サヒール                         | 11月29日   |
| 16       | Rolex Sakhir Grand Prix                        | サヒールGP             | バーレーン・インターナショナル・サーキット   | サヒール                         | 12月6日    |
| 17       | Etihad Airways Abu Dhabi Grand Prix            | アブダビGP             | ヤス・マリーナ・サーキット                   | アブダビ                         | 12月13日   |

## シーズン結果

### レース
| ラウンド | グランプリ                     | ポールポジション           | ファステストラップ         | 優勝者                     | コンストラクター                   | ドライバー・オブ・ザ・デイ | 詳細 |
| -------- | ------------------------------ | -------------------------- | -------------------------- | -------------------------- | ---------------------------------- | -------------------------- | ---- |
| 1        | オーストリアグランプリ         | バルテリ・ボッタス         | ランド・ノリス             | バルテリ・ボッタス         | メルセデス                         | アレクサンダー・アルボン   | 詳細 |
| 2        | シュタイアーマルクグランプリ   | ルイス・ハミルトン         | カルロス・サインツ         | ルイス・ハミルトン         | メルセデス                         | セルジオ・ペレス           | 詳細 |
| 3        | ハンガリーグランプリ           | ルイス・ハミルトン         | ルイス・ハミルトン         | ルイス・ハミルトン         | メルセデス                         | マックス・フェルスタッペン | 詳細 |
| 4        | イギリスグランプリ             | ルイス・ハミルトン         | マックス・フェルスタッペン | ルイス・ハミルトン         | メルセデス                         | ルイス・ハミルトン         | 詳細 |
| 5        | 70周年記念グランプリ           | バルテリ・ボッタス         | ルイス・ハミルトン         | マックス・フェルスタッペン | レッドブル-ホンダ                  | マックス・フェルスタッペン | 詳細 |
| 6        | スペイングランプリ             | ルイス・ハミルトン         | バルテリ・ボッタス         | ルイス・ハミルトン         | メルセデス                         | セバスチャン・ベッテル     | 詳細 |
| 7        | ベルギーグランプリ             | ルイス・ハミルトン         | ダニエル・リカルド         | ルイス・ハミルトン         | メルセデス                         | ピエール・ガスリー         | 詳細 |
| 8        | イタリアグランプリ             | ルイス・ハミルトン         | ルイス・ハミルトン         | ピエール・ガスリー         | アルファタウリ-ホンダ              | ピエール・ガスリー         | 詳細 |
| 9        | トスカーナグランプリ           | ルイス・ハミルトン         | ルイス・ハミルトン         | ルイス・ハミルトン         | メルセデス                         | ダニエル・リカルド         | 詳細 |
| 10       | ロシアグランプリ               | ルイス・ハミルトン         | バルテリ・ボッタス         | バルテリ・ボッタス         | メルセデス                         | マックス・フェルスタッペン | 詳細 |
| 11       | アイフェルグランプリ           | バルテリ・ボッタス         | マックス・フェルスタッペン | ルイス・ハミルトン         | メルセデス                         | ニコ・ヒュルケンベルグ     | 詳細 |
| 12       | ポルトガルグランプリ           | ルイス・ハミルトン         | ルイス・ハミルトン         | ルイス・ハミルトン         | メルセデス                         | セルジオ・ペレス           | 詳細 |
| 13       | エミリア・ロマーニャグランプリ | バルテリ・ボッタス         | ルイス・ハミルトン         | ルイス・ハミルトン         | メルセデス                         | キミ・ライコネン           | 詳細 |
| 14       | トルコグランプリ               | ランス・ストロール         | ランド・ノリス             | ルイス・ハミルトン         | メルセデス                         | セバスチャン・ベッテル     | 詳細 |
| 15       | バーレーングランプリ           | ルイス・ハミルトン         | マックス・フェルスタッペン | ルイス・ハミルトン         | メルセデス                         | ロマン・グロージャン       | 詳細 |
| 16       | サヒールグランプリ             | バルテリ・ボッタス         | ジョージ・ラッセル         | セルジオ・ペレス           | レーシング・ポイント-BWTメルセデス | ジョージ・ラッセル         | 詳細 |
| 17       | アブダビグランプリ             | マックス・フェルスタッペン | ダニエル・リカルド         | マックス・フェルスタッペン | レッドブル-ホンダ                  | マックス・フェルスタッペン | 詳細 |

### ドライバーズ・ワールド・チャンピオンシップ（選手部門）
上位10台には以下のポイントが加算される。
| 順位     | 1位 | 2位 | 3位 | 4位 | 5位 | 6位 | 7位 | 8位 | 9位 | 10位 | FL |
| ポイント | 25  | 18  | 15  | 12  | 10  | 8   | 6   | 4   | 2   | 1    | 1  |

（略号と色の意味はこちらを参照）
| 順位 | ドライバー                   | AUT | STY | HUN | GBR | 70A | ESP | BEL | ITA | TUS | RUS | EIF | POR | EMI | TUR | BHR | SKH | ABU | ポイント |
| ---- | ---------------------------- | --- | --- | --- | --- | --- | --- | --- | --- | --- | --- | --- | --- | --- | --- | --- | --- | --- | -------- |
| 1    | ルイス・ハミルトン           | 4   | 1   | 1   | 1   | 2   | 1   | 1   | 7   | 1   | 3   | 1   | 1   | 1   | 1   | 1   |     | 3   | 347      |
| 2    | バルテリ・ボッタス           | 1   | 2   | 3   | 11  | 3   | 3   | 2   | 5   | 2   | 1   | Ret | 2   | 2   | 14  | 8   | 8   | 2   | 223      |
| 3    | マックス・フェルスタッペン   | Ret | 3   | 2   | 2   | 1   | 2   | 3   | Ret | Ret | 2   | 2   | 3   | Ret | 6   | 2   | Ret | 1   | 214      |
| 4    | セルジオ・ペレス             | 6   | 6   | 7   | WD  |     | 5   | 10  | 10  | 5   | 4   | 4   | 7   | 6   | 2   | 18† | 1   | Ret | 125      |
| 5    | ダニエル・リカルド           | Ret | 8   | 8   | 4   | 14  | 11  | 4   | 6   | 4   | 5   | 3   | 9   | 3   | 10  | 7   | 5   | 7   | 119      |
| 6    | カルロス・サインツ           | 5   | 9   | 9   | 13  | 13  | 6   | DNS | 2   | Ret | Ret | 5   | 6   | 7   | 5   | 5   | 4   | 6   | 105      |
| 7    | アレクサンダー・アルボン     | 13† | 4   | 5   | 8   | 5   | 8   | 6   | 15  | 3   | 10  | Ret | 12  | 15  | 7   | 3   | 6   | 4   | 105      |
| 8    | シャルル・ルクレール         | 2   | Ret | 11  | 3   | 4   | Ret | 14  | Ret | 8   | 6   | 7   | 4   | 5   | 4   | 10  | Ret | 13  | 98       |
| 9    | ランド・ノリス               | 3   | 5   | 13  | 5   | 9   | 10  | 7   | 4   | 6   | 15  | Ret | 13  | 8   | 8   | 4   | 10  | 5   | 97       |
| 10   | ピエール・ガスリー           | 7   | 15  | Ret | 7   | 11  | 9   | 8   | 1   | Ret | 9   | 6   | 5   | Ret | 13  | 6   | 11  | 8   | 75       |
| 11   | ランス・ストロール           | Ret | 7   | 4   | 9   | 6   | 4   | 9   | 3   | Ret | Ret | WD  | Ret | 13  | 9   | Ret | 3   | 10  | 75       |
| 12   | エステバン・オコン           | 8   | Ret | 14  | 6   | 8   | 13  | 5   | 8   | Ret | 7   | Ret | 8   | Ret | 11  | 9   | 2   | 9   | 62       |
| 13   | セバスチャン・ベッテル       | 10  | Ret | 6   | 10  | 12  | 7   | 13  | Ret | 10  | 13  | 11  | 10  | 12  | 3   | 13  | 12  | 14  | 33       |
| 14   | ダニール・クビアト           | 12† | 10  | 12  | Ret | 10  | 12  | 11  | 9   | 7   | 8   | 15  | 19  | 4   | 12  | 11  | 7   | 11  | 32       |
| 15   | ニコ・ヒュルケンベルグ       |     |     |     | DNS | 7   |     |     |     |     |     | 8   |     |     |     |     |     |     | 10       |
| 16   | キミ・ライコネン             | Ret | 11  | 15  | 17  | 15  | 14  | 12  | 13  | 9   | 14  | 12  | 11  | 9   | 15  | 15  | 14  | 12  | 4        |
| 17   | アントニオ・ジョヴィナッツィ | 9   | 14  | 17  | 14  | 17  | 16  | Ret | 16  | Ret | 11  | 10  | 15  | 10  | Ret | 16  | 13  | 16  | 4        |
| 18   | ジョージ・ラッセル           | Ret | 16  | 18  | 12  | 18  | 17  | Ret | 14  | 11  | 18  | Ret | 14  | Ret | 16  | 12  | 9   | 15  | 3        |
| 19   | ロマン・グロージャン         | Ret | 13  | 16  | 16  | 16  | 19  | 15  | 12  | 12  | 17  | 9   | 17  | 14  | Ret | Ret |     |     | 2        |
| 20   | ケビン・マグヌッセン         | Ret | 12  | 10  | Ret | Ret | 15  | 17  | Ret | Ret | 12  | 13  | 16  | Ret | 17† | 17  | 15  | 18  | 1        |
| 21   | ニコラス・ラティフィ         | 11  | 17  | 19  | 15  | 19  | 18  | 16  | 11  | Ret | 16  | 14  | 18  | 11  | Ret | 14  | Ret | 17  | 0        |
| 22   | ジャック・エイトケン         |     |     |     |     |     |     |     |     |     |     |     |     |     |     |     | 16  |     | 0        |
| 23   | ピエトロ・フィッティパルディ |     |     |     |     |     |     |     |     |     |     |     |     |     |     |     | 17  | 19  | 0        |
| 順位 | ドライバー                   | AUT | STY | HUN | GBR | 70A | ESP | BEL | ITA | TUS | RUS | EIF | POR | EMI | TUR | BHR | SKH | ABU | ポイント |

### コンストラクターズ・ワールド・チャンピオンシップ（製造者部門）
ポイントシステムおよび以下の書式は選手部門と同一である。
| 順位 | コンストラクター                   | 車番 | AUT | STY | HUN | GBR | 70A | ESP | BEL | ITA | TUS | RUS | EIF | POR | EMI | TUR | BHR | SKH | ABU | ポイント  |
| ---- | ---------------------------------- | ---- | --- | --- | --- | --- | --- | --- | --- | --- | --- | --- | --- | --- | --- | --- | --- | --- | --- | --------- |
| 1    | メルセデス                         | 44   | 4   | 1   | 1   | 1   | 2   | 1   | 1   | 7   | 1   | 3   | 1   | 1   | 1   | 1   | 1   |     | 3   | 573       |
| 1    | メルセデス                         | 63   |     |     |     |     |     |     |     |     |     |     |     |     |     |     |     | 9   |     | 573       |
| 1    | メルセデス                         | 77   | 1   | 2   | 3   | 11  | 3   | 3   | 2   | 5   | 2   | 1   | Ret | 2   | 2   | 14  | 8   | 8   | 2   | 573       |
| 2    | レッドブル-ホンダ                  | 33   | Ret | 3   | 2   | 2   | 1   | 2   | 3   | Ret | Ret | 2   | 2   | 3   | Ret | 6   | 2   | Ret | 1   | 319       |
| 2    | レッドブル-ホンダ                  | 23   | 13† | 4   | 5   | 8   | 5   | 8   | 6   | 15  | 3   | 10  | Ret | 12  | 15  | 7   | 3   | 6   | 4   | 319       |
| 3    | マクラーレン-ルノー                | 55   | 5   | 9   | 9   | 13  | 13  | 6   | DNS | 2   | Ret | Ret | 5   | 6   | 7   | 5   | 5   | 4   | 6   | 202       |
| 3    | マクラーレン-ルノー                | 4    | 3   | 5   | 13  | 5   | 9   | 10  | 7   | 4   | 6   | 15  | Ret | 13  | 8   | 8   | 4   | 10  | 5   | 202       |
| 4    | レーシング・ポイント-BWTメルセデス | 11   | 6   | 6   | 7   | WD  |     | 5   | 10  | 10  | 5   | 4   | 4   | 7   | 6   | 2   | 18† | 1   | Ret | 195 (210) |
| 4    | レーシング・ポイント-BWTメルセデス | 27   |     |     |     | DNS | 7   |     |     |     |     |     | 8   |     |     |     |     |     |     | 195 (210) |
| 4    | レーシング・ポイント-BWTメルセデス | 18   | Ret | 7   | 4   | 9   | 6   | 4   | 9   | 3   | Ret | Ret | WD  | Ret | 13  | 9   | Ret | 3   | 10  | 195 (210) |
| 5    | ルノー                             | 3    | Ret | 8   | 8   | 4   | 14  | 11  | 4   | 6   | 4   | 5   | 3   | 9   | 3   | 10  | 7   | 5   | 7   | 181       |
| 5    | ルノー                             | 31   | 8   | Ret | 14  | 6   | 8   | 13  | 5   | 8   | Ret | 7   | Ret | 8   | Ret | 11  | 9   | 2   | 9   | 181       |
| 6    | フェラーリ                         | 5    | 10  | Ret | 6   | 10  | 12  | 7   | 13  | Ret | 10  | 13  | 11  | 10  | 12  | 3   | 13  | 12  | 14  | 131       |
| 6    | フェラーリ                         | 16   | 2   | Ret | 11  | 3   | 4   | Ret | 14  | Ret | 8   | 6   | 7   | 4   | 5   | 4   | 10  | Ret | 13  | 131       |
| 7    | アルファタウリ-ホンダ              | 26   | 12† | 10  | 12  | Ret | 10  | 12  | 11  | 9   | 7   | 8   | 15  | 19  | 4   | 12  | 11  | 7   | 11  | 107       |
| 7    | アルファタウリ-ホンダ              | 10   | 7   | 15  | Ret | 7   | 11  | 9   | 8   | 1   | Ret | 9   | 6   | 5   | Ret | 13  | 6   | 11  | 8   | 107       |
| 8    | アルファロメオ-フェラーリ          | 7    | Ret | 11  | 15  | 17  | 15  | 14  | 12  | 13  | 9   | 14  | 12  | 11  | 9   | 15  | 15  | 14  | 12  | 8         |
| 8    | アルファロメオ-フェラーリ          | 99   | 9   | 14  | 17  | 14  | 17  | 16  | Ret | 16  | Ret | 11  | 10  | 15  | 10  | Ret | 16  | 13  | 16  | 8         |
| 9    | ハース-フェラーリ                  | 8    | Ret | 13  | 16  | 16  | 16  | 19  | 15  | 12  | 12  | 17  | 9   | 17  | 14  | Ret | Ret |     |     | 3         |
| 9    | ハース-フェラーリ                  | 51   |     |     |     |     |     |     |     |     |     |     |     |     |     |     |     | 17  | 19  | 3         |
| 9    | ハース-フェラーリ                  | 20   | Ret | 12  | 10  | Ret | Ret | 15  | 17  | Ret | Ret | 12  | 13  | 16  | Ret | 17† | 17  | 15  | 18  | 3         |
| 10   | ウィリアムズ-メルセデス            | 63   | Ret | 16  | 18  | 12  | 18  | 17  | Ret | 14  | 11  | 18  | Ret | 14  | Ret | 16  | 12  |     | 15  | 0         |
| 10   | ウィリアムズ-メルセデス            | 89   |     |     |     |     |     |     |     |     |     |     |     |     |     |     |     | 16  |     | 0         |
| 10   | ウィリアムズ-メルセデス            | 6    | 11  | 17  | 19  | 15  | 19  | 18  | 16  | 11  | Ret | 16  | 14  | 18  | 11  | Ret | 14  | Ret | 17  | 0         |
| 順位 | コンストラクター                   | 車番 | AUT | STY | HUN | GBR | 70A | ESP | BEL | ITA | TUS | RUS | EIF | POR | EMI | TUR | BHR | SKH | ABU | ポイント  |

- レーシング・ポイントはブレーキダクトの設計プロセスが競技規則に違反していたため、15点が減点された[144]。（ドライバーズポイントは減点なし）

### ペナルティポイント
ペナルティポイントが12ポイントに達すると1戦出場停止。ポイントは12ヶ月間有効となる。なお2020年ロシアグランプリではルイス・ハミルトンがスタート練習違反でペナルティポイントが2点課されていたが、後にそのペナルティポイントが取り消され、罰金へ変更となった。
| ドライバー                 | 前年度 繰越 | AUT | STY | HUN | GBR | 70A | ESP | BEL | ITA | TUS | RUS | EIF | POR | EMI | TUR | BHR | SKH | ABU | 有効 ペナルティ ポイント |
| -------------------------- | ----------- | --- | --- | --- | --- | --- | --- | --- | --- | --- | --- | --- | --- | --- | --- | --- | --- | --- | ------------------------ |
| アレクサンダー・アルボン   | 0(1)        |     |     |     | 2   |     |     |     | 2   |     | 1   | 2   |     |     |     |     |     |     | 7                        |
| ジョージ・ラッセル         | 0(1)        |     |     |     | 3   |     |     |     |     |     |     |     |     |     | 3   |     |     |     | 6                        |
| ルイス・ハミルトン         | 0(3)        | 2 2 |     |     |     |     |     |     | 2   |     |     |     |     |     |     |     |     |     | 6                        |
| ランド・ノリス             |             |     | 2   |     |     |     |     |     |     |     |     |     |     |     | 3   |     |     |     | 5                        |
| ダニール・クビアト         | 0(5)        |     |     |     |     |     | 1   |     |     |     |     |     | 1   |     |     | 2   |     |     | 4                        |
| キミ・ライコネン           | 0(2)        |     |     | 1   |     |     |     |     |     | 1   |     | 2   |     |     |     |     |     |     | 4                        |
| シャルル・ルクレール       | 0(2)        |     | 1   |     |     |     |     |     |     |     |     |     |     |     |     |     | 2   |     | 3                        |
| ランス・ストロール         | 0(3)        |     |     |     |     |     |     |     |     |     |     |     | 2 1 |     |     |     |     |     | 3                        |
| アントニオ・ジョビナッツィ | 0(4)        |     |     |     | 1   |     |     |     | 2   |     |     |     |     |     |     |     |     |     | 3                        |
| ロマン・グロージャン       | 0(1)        |     |     |     |     |     |     |     |     |     |     |     | 1   | 1   |     |     |     |     | 2                        |
| セルジオ・ペレス           | 0(1)        |     |     |     |     |     | 1   |     |     | 1   |     |     |     |     |     |     |     |     | 2                        |
| ケビン・マグヌッセン       | 0(4)        |     |     |     |     | 2   |     |     |     |     |     |     |     |     |     |     |     |     | 2                        |
| カルロス・サインツ         | 0(1)        |     |     |     |     |     |     |     |     |     |     |     |     |     | 1   |     |     |     | 1                        |
| ダニエル・リカルド         | 0(7)        |     |     |     |     |     |     |     |     |     | 1   |     |     |     |     |     |     |     | 1                        |
| エステバン・オコン         |             |     |     |     |     | 1   |     |     |     |     |     |     |     |     |     |     |     |     | 1                        |
| マックス・フェルスタッペン | 0(4)        |     |     |     |     |     |     |     |     |     |     |     |     |     |     |     |     |     | 0                        |
| セバスチャン・ベッテル     | 0(7)        |     |     |     |     |     |     |     |     |     |     |     |     |     |     |     |     |     | 0                        |
| ピエール・ガスリー         | 0(1)        |     |     |     |     |     |     |     |     |     |     |     |     |     |     |     |     |     | 0                        |
| ドライバー                 | 前年度 繰越 | AUT | STY | HUN | GBR | 70A | ESP | BEL | ITA | TUS | RUS | EIF | POR | EMI | TUR | BHR | SKH | ABU | 有効 ペナルティ ポイント |

- 前年度繰越の()内の数字は、改定前スケジュールでの開幕時点(2020年03月15日)の有効ペナルティポイント。

## カーナンバー
過去に使用されたことがあり、2020年から使用可能になるカーナンバーは「19」（フェリペ・マッサ）、「22」（ジェンソン・バトン）、「30」（ジョリオン・パーマー）、「40」（ポール・ディ・レスタ）、「94」（パスカル・ウェーレイン）の5つ。

## テレビ放送・インターネット配信

### 日本
2020年も例年と同じくCS放送のフジテレビNEXT、DAZNで放映される。

## ゲーム
コードマスターズにより独占で公式ゲームが開発され、EAスポーツから発売された。70周年エディションと、ミハエル・シューマッハ エディションが発売されている。
- F1 2020